# 부프로피온
부프로피온(bupropion) 혹은 부프로피온염산염은 주요 우울 장애나 금연 지원에 사용되는 비정형 항우울제이다. 예전엔 암페부타몬(amfebutamone)으로 알려져 있었으며, 웰부트린(Wellbutrin) 등의 이름으로 판매된다. 또한 선택적 세로토닌 재흡수 억제제(SSRI)으로 호전을 보이지 않는 환자에 대한 2차 약물로 널리 사용된다. 부프로피온은 다른 항우울제와 구별되는 몇 가지 특징이 있는데, 성기능 장애, 체중 증가, 졸음 등의 부작용이 적으며 과다수면 및 피로 증상 개선에 있어 SSRI보다 효과적인 것으로 알려졌다. 다만 부프로피온, 특히 속방형 제제는 다른 항우울제보다 발작 위험이 높으므로 발작 장애의 병력이 있는 환자의 경우 주의가 요구된다. 약물은 경구로 복용한다.
글락소스미스클라인(당시 Burroughs Wellcome)이 1969년 개발하였으며, 1985년 미국에서 처음 의학적으로 승인된 이래로 보편적으로 널리 처방되는 항우울제이고, 반면 영국, 호주 및 뉴질랜드, 일본을 비롯한 많은 구미 선진 국가에선 오프라벨 처방으로 이용된다. 동일 성분의 제네릭 의약품인 니코피온(한미약품)과 애드피온(환인제약), 헬스피온(명인제약)이 브랜드명으로 쓰이고 있는데, 약물이 서서히 흡수되어 약효가 오래 가는 서방형 제제의 형태로 복용하며 대부분의 국가에서 원내 조제용으로 구할 수 있다.
부프로피온은 여러 약제 표적에 영향을 미치는 것으로 알려져 있으며, 작용 기전은 일부분만이 이해된다. 부프로피온은 약한 노르에피네프린-도파민 재흡수 억제제 (NDRI) 및 니코틴 수용체 길항제로 작용하나, 도파민에 대한 효과는 약하며 임상적 의미는 논란의 여지가 있다. 화학적으로 부프로피온은 아미노케톤 계열이다.

## 작용 기전
기존 SSRI 계열 항우울제와는 달리 노르에피네프린-도파민 재흡수 억제제(NDRI) 작용을 갖고 있으며, 일반 항우울제 치료 시 흔하게 나타나는 위장 및 성기능 장애, 체중 증가 등 부작용이 현저히 낮으므로, SSRI 계열 항우울제와 거의 동등한 수준의 항우울 효과를 나타내는 건 물론, 금연 기간 중 도파민 재흡수를 억제함으로써 금단 증상을 완화시키는 작용을 통해, 금연 시 흡연 충동을 억제하는 니코틴 의존 치료의 단기간 보조요법제로 이용된다.

## 종류
- 오리지널
  - 웰부트린서방정(글락소스미스클라인) : 150mg
- 제네릭 의약품
  - 니코피온서방정(한미약품)/애드피온서방정(환인제약)/헬스피온서방정(명인제약) : 150mg

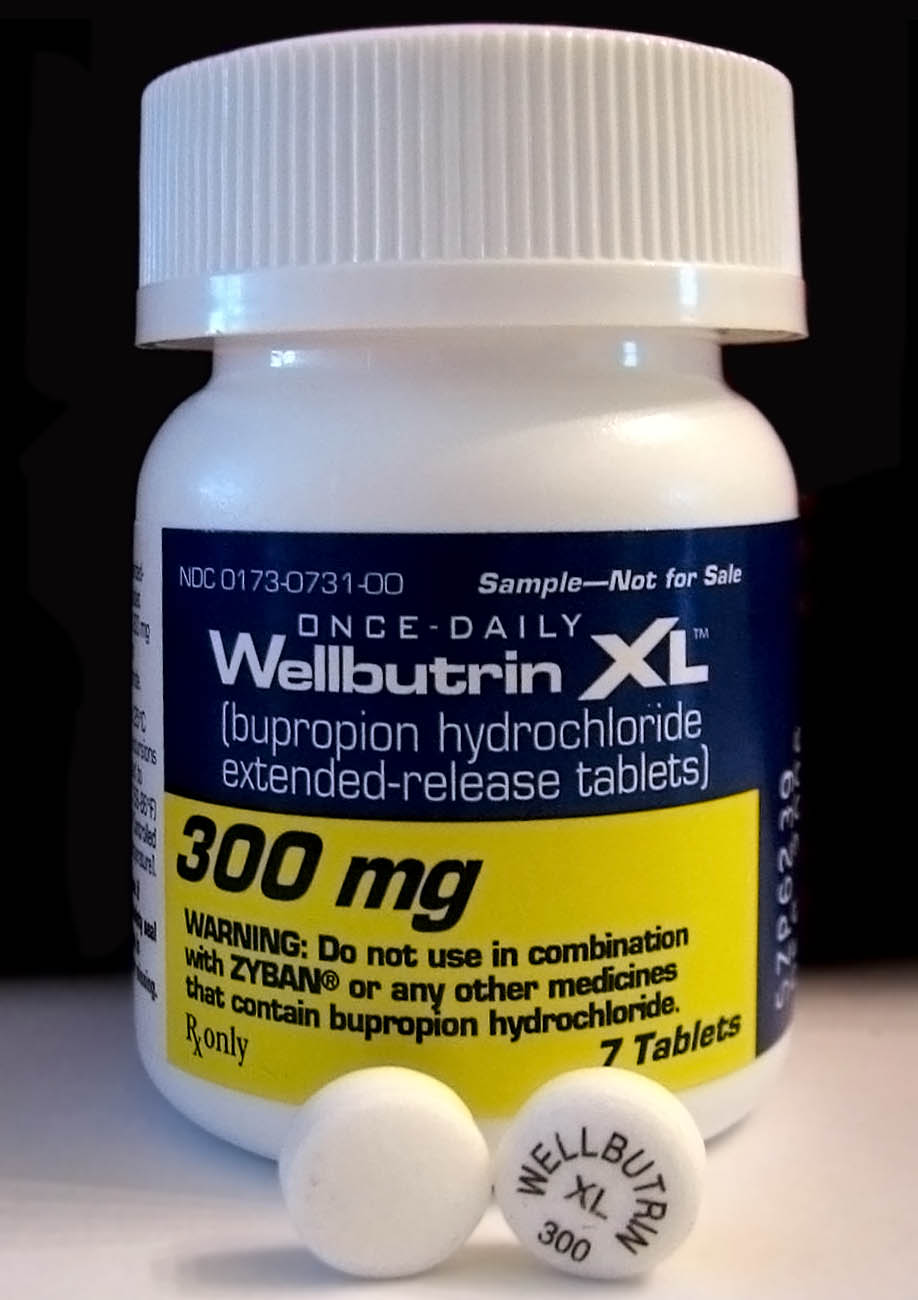
Wellbutrin XL

## 같이 보기
- 향정신성의약품